# Georg Wiegner

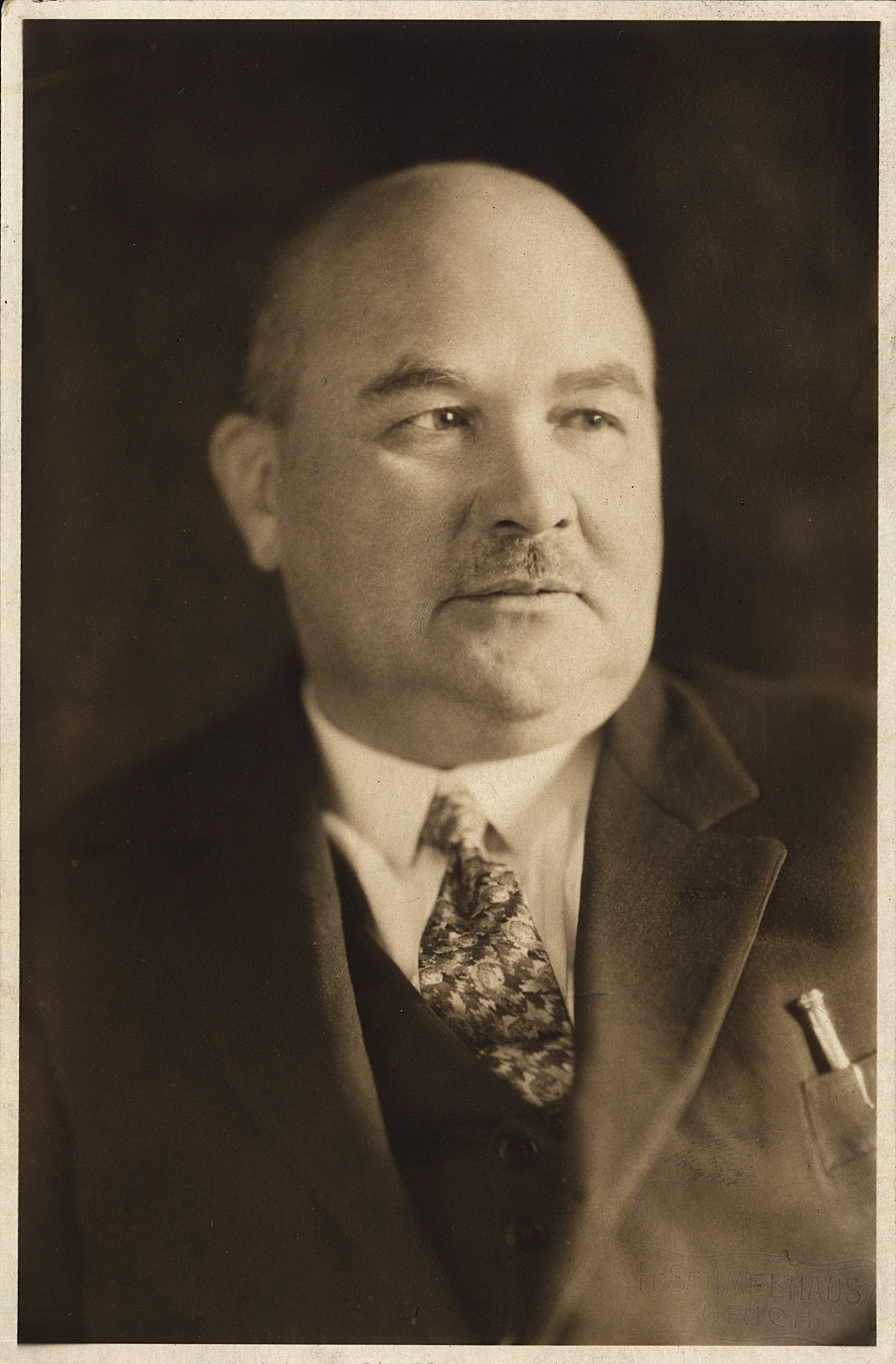
Georg Wiegner (ca. 1913)

Georg Wiegner (* 20. April 1883 in Leipzig; † 14. April 1936 in Zürich) war ein deutscher Agrikulturchemiker und Bodenkundler. Er wandte die Erkenntnisse der Kolloidchemie auf den Boden an. Als Professor an der ETH Zürich begründete er in der Schweiz die Bodenkunde als eigenständiges Forschungsgebiet.

## Lebensweg
Georg Wiegner, Sohn einer kinderreichen Familie, studierte Naturwissenschaften, insbesondere Chemie, an der Universität Leipzig und promovierte dort 1906 mit einer Dissertation über Absorptionsgeschwindigkeiten zwischen festen und gasförmigen Stoffen. Seit 1907 arbeitete er als Assistent bei Wilhelm Fleischmann, dem Begründer der Milchwissenschaft, am Landwirtschaftlichen Institut der Universität Göttingen. Fleischmann begeisterte ihn für die Agrikulturchemie. Wiegner erforschte mit neuen Methoden physikalisch-chemische Eigenschaften der Milch. Nachwirkende Anregungen erhielt er von dem an der Universität Göttingen wirkenden Kolloidchemiker Richard Zsigmondy. 
Wiegner verband bei seinen experimentellen Arbeiten die Gesetze der Kolloidchemie mit den Erkenntnissen der Milchwissenschaft. Innerhalb weniger Jahre hatte er zahlreiche Beiträge über die Chemie der Milch in angesehenen Fachzeitschriften publiziert. Aufgrund dieser Veröffentlichungen erhielt er 1911 die Venia legendi für das Fachgebiet Agrikulturchemie. Als Privatdozent hielt er an der Universität Göttingen Vorlesungen über Milchchemie und Düngerlehre. 1913 folgte er einem Ruf als ordentlicher Professor für Agrikulturchemie an die Eidgenössische Hochschule Zürich, an der er 23 Jahre bis zu seinem Tode eine rege Forschungstätigkeit entfaltete.

## Forschungsleistungen
Wiegner erkannte frühzeitig, dass viele offene Probleme aus dem Bereich der Bodenkunde nur mit den Erkenntnissen der Kolloidchemie erklärt und gelöst werden können. Seine erste bodenkundliche Experimentalarbeit veröffentlichte er 1912 im „Journal für Landwirtschaft“ unter dem Titel Zum Basenaustausch in der Ackererde. Sie wurde richtungweisend für weitere Forschungen über den Basen- und Kationenaustausch im Boden, über die Pedogenese und über die Bodenkartierung. In zahlreichen Untersuchungen konnte Wiegner nachweisen, dass nicht allein die chemische Zusammensetzung, sondern auch die Textur und die Feinstruktur der Bodenteilchen für die Reaktionseigenschaften eines Bodens verantwortlich sind. Aber auch ackerbauliche Fragen, wie zum Beispiel das Problem der Bodengare, erschienen fortan in einem neuen Licht.
In den wissenschaftlichen Publikationen Wiegners paart sich eine erstaunliche Detailkenntnis mit einer genialen Begabung wissenschaftlicher Synthese. Das zeigt sich besonders in seiner programmatischen Schrift Boden und Bodenbildung in kolloidchemischer Betrachtung, von der zwischen 1918 und 1931 sechs Auflagen erschienen sind. Weite Beachtung im Lehrbetrieb der Hochschulen fand Wiegners Anleitung zum quantitativen agrikulturchemischen Praktikum (1926, 2. Aufl. 1938). Besonders in diesem Buch wird sein Anliegen sichtbar, Agrarwissenschaften und landwirtschaftliche Praxis miteinander zu verbinden. Die Agrikulturchemie war für ihn dabei die Brücke, auf der sich Chemie, Physik, Mineralogie und Biologie begegnen.
Neben Agrikulturchemie und Bodenkunde beschäftigte sich Wiegner in Zürich auch mit Problemen der Tierernährung. Seit 1925 bearbeitete er in einem auf Initiative des Schweizerischen Bauernverbandes neuerrichteten „Institut für Haustierernährung“ Probleme der Futterkonservierung, Weidetechnik, Verdaulichkeit der Futtermittel und Vitaminwirkung der Fütterung.
Sein wissenschaftliches Lebenswerk fand international hohe Anerkennung. Wiegner war Ehrenmitglied mehrerer wissenschaftlicher Fachgesellschaften, u. a. der Internationalen Bodenkundlichen Gesellschaft und der Gesellschaft Schweizerischer Analytischer Chemiker. Die Veterinärmedizinische Fakultät der Universität Zürich verlieh ihm 1935 aufgrund seiner Forschungsarbeiten auf dem Gebiet der Tierernährung die Würde eines Ehrendoktors. Trotz mehrerer ehrenvoller Berufungen an auswärtige Hochschulen ist Wiegner seiner Wahlheimat, der Schweiz, treu geblieben.

## Publikationen (Auswahl)
- Über Absorptionsgeschwindigkeiten zwischen festen und gasförmigen Stoffen. Über metastabile Zustände zwischen festen und gasförmigen Stoffen. Diss. phil. Univ. Leipzig 1906.
- Zum Basenaustausch in der Ackererde. In: Journal für Landwirtschaft Jg. 66, 1912, S. 111–150, 197–222.
- Kolloidchemie und Agrikulturchemie. In: Fühling’s Landwirtschaftliche Zeitung Bd. 62, 1913, S. 1–22.
- Boden und Bodenbildung in kolloidchemischer Betrachtung. Verlag Theodor Steinkopff Dresden 1918; unveränderte Neuauflagen ebd. 1921, 1924, 1927, 1929 u. 1931.
- Die wissenschaftlichen Grundlagen der Schweinefütterung. In: Schweizerische Landwirtschaftliche Monatshefte Jg. 2, 1924, S. 97–104, 125–133, 144–146.
- Anleitung zum quantitativen agrikulturchemischen Praktikum. Unter Mitwirkung von Hans Jenny. Verlag Gebr. Borntraeger Berlin 1926. – 2. Aufl. neubearbeitet von Hans Pallmann ebd. 1938 = Sammlung naturwissenschaftlicher Praktika Bd. 12.
- Einige grundsätzliche Betrachtungen und Versuche zur physiologischen Beurteilung der Futtermittel auf Grund des Fett- und Fleischansatzes am Tiere. Vorschlag zu einer Erweiterung der Stärkewerttheorie (nach Versuchen in Gemeinschaft mit F. von Grüningen). Verlag Schaper Hannover = Arbeiten der Deutschen Gesellschaft für Züchtungskunde H. 63.